# Hósvík
Hósvík [ˈhɔusvʊik] és un poble situat a la costa est de l'illa de Streymoy, a les illes Fèroe. Forma part del municipi de Sunda. L'1 de gener del 2021 tenia 340 habitants.
El poble de Hósvík va formar un municipi independent fins que l'1 de gener de 2005 es va fusionar amb el municipi de Sunda. L'església és un edifici de formigó construït el 1929. Es va reformar el 2016.
Abans que l'any 1973 es construís el pont de Streymin, que connecta l'illa de Streymoy amb la seva veïna oriental Eysturoy, des de Hósvík hi operava un transbordador per a vehicles que portava fins a Selatrað.
P/F Thor, la major companyia naviliera de les Illes Fèroe, pertany a Hósvík.